# 德崇扶南運河

德崇扶南運河的計劃路線（红色线部分）

德崇扶南運河（羅馬化：Prek chik Funan Techo），正式名稱為巴薩河航道及物流系統工程，是柬埔寨和中國正在合作建设、联通湄公河下游和泰国湾的運河。该运河项目起于柬埔寨首都金边东南方向约30（19英里）的普雷科安贝尔，途径甘丹、茶胶、贡布和白馬四个省份后在白马东南部出海，是连接洞里萨湖、洞巴萨河、湄公河与泰国湾之间的跨区域水道。該運河將會把金邊同柬埔寨唯一的深水港西哈努克港及新的贡布市港口以航运形式連接起來。
该运河工程于2024年8月奠基，预计耗时4年，至2028年完工，总投资额为17亿美元。目前该项目规划有三座帶有船闸的水壩和十一座橋梁，运河全长180（110英里），河道宽100（330英尺），水深5.4（18英尺），可通行3000吨排水量的船只。
柬埔寨现今嚴重依賴使用湄公河出海口的越南港口，尤其是位於頭頓市的蓋梅港。该内陆運河建成後柬埔寨的航运可以直接绕开越南境内，將大大減少這種依賴性。

## 历史
2023年9月，中交路橋建設与柬埔寨签署协议，由中交路橋建設公司承担该项目所有资金，共计17亿美元。同年10月，第三届一带一路国际合作高峰论坛期间，柬埔寨政府与中国路桥签署了该运河项目投资框架协议。
2024年3月時，該司正在進行該工程的可行性研究。該工程將依據BOT模式的合同進行開發。
2024年8月5日，柬埔寨首相洪玛奈等人出席主持奠基仪式，表示“我们必须不惜一切代价建造这条运河”，同时，洪玛奈还透露了开凿运河所需的17亿美元中，有49%将来自中国国有企业中国路桥工程公司，其余将来自柬埔寨投资者。为庆祝该工程启动，柬埔寨宣布全国带薪休假一日。
同年11月起，路透社、曼谷郵報等多家媒体报道称，距开工仪式三个月后，该运河动土仪式现场已经荒废，运河因陷入资金困境而停工，并表示此前柬埔寨多次对外表示中国投资已经到位，但中国方面则尚有疑虑，未就资金给出决定性承诺。中国外交部就该问题表态称是“中国企业按照市场原则协助柬埔寨探索建设综合水利工程是普通的商业行为”；柬埔寨公共工程与运输部就该问题表态称报道是“严重失实”，并声明：“项目实施工作组正积极与国内外合作伙伴协调合作，各项工作正常开展，根本不存在所谓的“困境””。

## 越南反对
在该运河未成前，柬埔寨首都金边起始的水运均依靠湄公河，而湄公河下游完全处于越南境内，源自柬埔寨内陆的航运想要出海必须支付过境费，而且可能会被越方随意阻拦。若德崇扶南運河建成，金边水运可改走这一直连泰国湾柬埔寨港口的运河，可绕过越南对湄公河这一亚洲最大水道之一入口的传统控制。
2024年4月23日，在芹苴舉行的磋商會上，有越南學者認為該項目可能會對湄公河三角洲水資源產生負面影響。越南政府则表示該運河有被中國軍艦利用的可能。柬埔寨首相洪森就该说法表示反对，表示该项目不属于中国一带一路倡议框架下的项目，并要求外媒停止借柬埔寨运河项目课题攻击中国。